# 山咲萌
山咲 萌（やまざき もえ、1983年8月31日 - ）は、日本の元AV女優。血液型はAB型。身長153cm。スリーサイズはバスト95cm・ウエスト60cm・ヒップ90cm。

## 略歴
山形県出身。2002年に「萌える白乳」でAVデビュー、2004年には妊娠8ヶ月の時期に撮影されたアダルトビデオが発売された。

## 出演

### アダルトビデオ
2002年
- 萌える白乳（11月8日、TMA）

2003年
- 僕だけの巨乳ママ 4（1月10日、ワープエンタテインメント）
- レズ解禁 VOL.3（1月23日、忠実堂）共演:新堂ねね、安西ゆみこ
- ADハルナの接吻バトルロワイヤル 2nd BATTLE（2月6日、忠実堂）他出演:長瀬愛、天野♥こころ、綾瀬ルリ、吉井愛美、一色志乃、安西エミリ、高野あゆみ、新堂ねね
- ドリームシャワー 46（2月7日、ワープエンタテインメント）
- Back[s]（3月7日、ワープエンタテインメント）
- ゴックン披露宴（4月4日、ワープエンタテインメント）
- 乳女優（5月1日、マルクス兄弟）
- 萌え萌え 〜ごっくんベストフレンド〜（5月3日、ワープエンタテインメント）共演:西村萌
- 家政婦[超ゴックンお手伝いさん]（6月5日、ドリームチケット）
- 超-巨乳のアングル（7月1日、ワンズファクトリー）
- もしもこんな巨乳女教師がいたら（7月1日、マルクス兄弟）
- 巨乳ぷるる〜んデカぷりん（8月3日、ディープス）他出演:藤乃弥生、乙羽いまる
- ザーメンチャンピオンカーニバル 【スペレズタッグ戦】（11月1日、MOODYZ）共演:森高千春、他出演:ゆりあ、高瀬りな、南波杏、小泉キラリ、日向あみ、杏野るり
- ザーメンチャンピオンカーニバル 【シングル戦】（11月1日、MOODYZ）他出演:ゆりあ、森高千春、高瀬りな、南波杏、小泉キラリ、日向あみ、杏野るり
- トリプル巨乳DX（11月15日、MOODYZ）共演:夏目しおん、水野彩香
- レ ズ ビアン13（12月4日、U&K）共演:夏目しおん
- 騎女 完全騎乗位の女 其の六（12月12日、U&K）他出演:碧のぞみ

2004年
- 龍縛愛玩調教26 哀乳少女（2月8日、アタッカーズ）共演:愛田るか
- ママ妊婦（2月19日、ナチュラルハイ）
- 女子校生妊婦（3月18日、ヒビノ）
- 監禁・巨乳警備員（8月27日、シネマジャック）共演:松坂樹梨